# Daisy
Daisy — написана на Java та основана на XML система управління вмістом з відкритим похідним кодом (open-source content management system) на базі Apache Cocoon content management framework. Сьогодні Daisy використовується великими корпораціями для інтранет баз знань, продукції чи/або проектної документації, а також управління вебсайтами які містять різноманітний, великий вміст (content-rich websites).

## Особливості
Вміст зберігається в так званих Daisy-документах. Ці документи управляються репозиторним сервером Daisy. Документи складені з певних частин. Ці частини можуть бути різними: від обов'язкових блоки тексту до певних полів з обмеженим вмістом. Створенням певних типів документів різні типи інформації можуть бути оброблені по-різному. Прості документи можуть містити просто текст та гіперлінки.
Включаючи запити (query) в документи, можна створювати агрегатні документи.
Кожен з документів може мати багато варіантів(варіант використовується тут не лише в прямому значенні, але як і власна назва класу) . Варіант може бути версією документа чи перекладом документа на іншу мову. Варіанти можуть бути промарковані посиланням на певну версію.
Редагування документів Daisy підтримується WYSIWYG Wiki-подібним середовищем редагування.
Навігація по дереву сайта може бути зроблена динамічнішою використанням запитів для генерацію ієрархії навігації.
Daisy має вільну ієрархію та чітке розділення між репозиторієм та кінцевою прикладною програмою. Це дозволяє розширювати функціональність.

## Вимоги для інсталяції
Пакет версії Daisy 2.1 включає все необхідне, за виключенням:
- Java Virtual Machine (JVM): Java 1.5 чи вище
- MySQL database: version 4.1.7 чи вище (5 також добре)

Daisy також може використовувати інші бази даних, такі як PostgreSQL, але тільки MySQL зараз підтримується.
Daisy повністю протестовано на Linux, Mac OS X та Windows NT/2000/XP. Також, Daisy правильно відображається у більшості браузерів: Internet Explorer і Mozilla/Firefox.